# Mont Subasio
Le mont Subasio est un des sommets (1 290 m) des Apennins du centre de l'Italie situé en Ombrie. Les deux villes les plus importantes sur ses pentes sont Assise et Spello. Il jouxte à l'est le territoire de Nocera Umbra, et au nord celui de Gualdo Tadino.
À 791 mètres d'altitude, sur le versant vers Assise, se situe l'ermitage des Carceri, un monastère de grottes où saint François d'Assise se réfugia avec ses compagnons pour ses retraites et méditations. 
Sur l'ensemble de son territoire, les communes de montagnes sont regroupées sous la dénomination Comunità montana des territoires italiens de la Comunità Montana Monte Subasio.

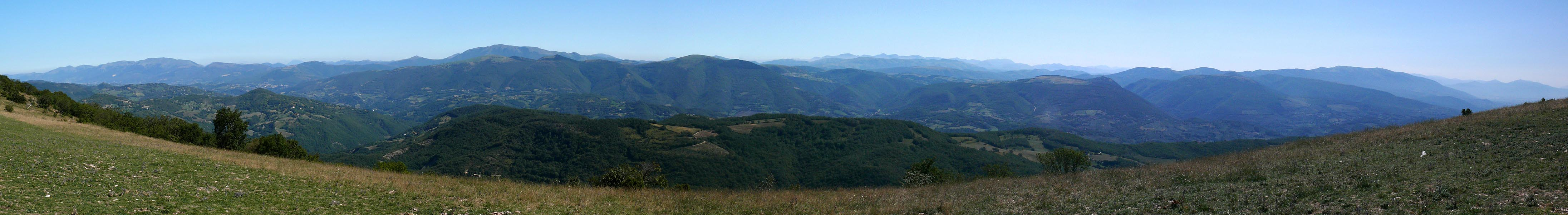
Photographie panoramique depuis le mont Subasio.